# モーニングTEN!
モーニングTEN!（モーニングテン）は、2023年4月2日から10月1日までの毎週日曜日10時から11時に生放送された、文化放送の音楽番組である。
QRアナウンサーの久保朱莉が、音楽を交えて暮らしや行楽の情報を提供する。
2023年10月8日から、『ますだおかだ岡田圭右とアンタッチャブル柴田英嗣のおかしば』の放送枠が土曜日から移動するのに伴い、半年後の10月1日をもって放送終了となった。この体裁は同日から同じ日曜12時から13時に生放送されている『お昼の純子』（鈴木純子）に受け継がれた。

## フロート番組
- ビューティフル・メロディーズ〜よみがえる青春のポップス（10時7分頃から10分間。事前録音番組　野村邦丸）

上記は単独番組扱いとしており、「モーTEN」としては10時7分までの第1部と、10時16分からの第2部とに分けて配信されている。
- 小倉・IMALUの○○玉手箱（小倉淳、IMALU）
この他通販番組がもう1番組。
- 文化放送ニュース・天気予報・交通情報